# Nederlands Hervormde kerk (Barchem)
De Nederlands Hervormde kerk, ook wel de Barchkerk, is een protestantse kerk in de Nederlandse plaats Barchem. De kerk is in 1861 gebouwd en heeft voor de financiering onder andere een schenking van de synode van de Nederduitse kerk ontvangen. Voor de bouw van de kerk en pastorie is in 1860 een openbare aanbesteding opgezet. Op 20 oktober 1861 is de kerk, die centraal in het dorp gelegen is, ingewijd.
De zaalkerk heeft bij de voorgevel een kleine toren met naaldspits. Daarnaast zijn in de voorgevel enkele spitsboogvensters verwerkt met in de grootste een roosvenster. De zijgevels zijn eveneens voorzien van spitsboogvensters die worden afgewisseld met steunberen.
Het kerkinterieur is in 2018 opnieuw ingericht omdat er naast de wekelijkse kerkdienst steeds vaker andere activiteiten plaatsvinden.